# NGC 4738
NGC 4738 (również PGC 43517 lub UGC 7999) – galaktyka spiralna (Sc), znajdująca się w gwiazdozbiorze Warkocza Bereniki. Odkrył ją 1 marca 1851 roku Bindon Stoney – asystent Williama Parsonsa.